# ISO 3166-1
ISO 3166-1 je ISO standard koji sadrži popis kodova imena država i zavisnih oblasti. 
- AD	Andora
- AE	Ujedinjeni Arapski Emirati
- AF	Afganistan
- AG	Antigva i Barbuda
- AI	Anguilla
- AL	Albanija
- AM	Armenija
- AO	Angola
- AQ	Antarktika
- AR	Argentina
- AS	Američka Samoa
- AT	Austrija
- AU	Australija
- AW	Aruba
- AX	Ålandski otoci
- AZ	Azerbajdžan
- BA	Bosna i Hercegovina
- BB	Barbados
- BD	Bangladeš
- BE	Belgija
- BF	Burkina Faso
- BG	Bugarska
- BH	Bahrein
- BI	Burundi
- BJ	Benin
- BL	Sveti Bartolomej
- BM	Bermudi
- BN	Brunej
- BO	Bolivija
- BQ	Bonaire, Sveti Eustahije i Saba
- BR	Brazil
- BS	Bahami
- BT	Butan
- BV	Bouvetov otok
- BW	Bocvana
- BY	Bjelorusija
- BZ	Belize
- CA	Kanada
- CC	Kokosovi (Keeling) otoci
- CD	Demokratska Republika Kongo
- CF	Srednjoafrička Republika
- CG	Kongo
- CH	Švicarska
- CI	Obala Bjelokosti
- CK	Kukovi otoci
- CL	Čile
- CM	Kamerun
- CN	Kina
- CO	Kolumbija
- CR	Kostarika
- CU	Kuba
- CV	Zelenortski otoci
- CW	Curaçao
- CX	Božićni otok
- CY	Cipar
- CZ	Češka
- DE	Njemačka
- DJ	Džibuti
- DK	Danska
- DM	Dominika
- DO	Dominikanska republika
- DZ	Alžir
- EC	Ekvador
- EE	Estonija
- EG	Egipat
- EH	Zapadna Sahara
- ER	Eritreja
- ES	Španjolska
- ET	Etiopija
- FI	Finska
- FJ	Fidži
- FK	Falklandi (Malvini)
- FM	Mikronezija
- FO	Farski otoci
- FR	Francuska
- GA	Gabon
- GB	Velika Britanija
- GD	Grenada
- GE	Gruzija
- GF	Francuska Gvajana
- GG	Guernsey
- GH	Gana
- GI	Gibraltar
- GL	Grenland
- GM	Gambija
- GN	Gvineja
- GP	Guadeloupe
- GQ	Ekvatorska Gvineja
- GR	Grčka
- GS	Južna Georgia i otočje Južni Sandwich
- GT	Gvatemala
- GU	Guam
- GW	Gvineja Bisau
- GY	Gvajana
- HK	Hong Kong
- HM	Otok Heard i otoci McDonald
- HN	Honduras
- HR	Hrvatska
- HT	Haiti
- HU	Mađarska
- ID	Indonezija
- IE	Irska
- IL	Izrael
- IM	Otok Man
- IN	Indija
- IO	Britanski indijskooceanski teritorij
- IQ	Irak
- IR	Iran
- IS	Island
- IT	Italija
- JE	Jersey
- JM	Jamajka
- JO	Jordan
- JP	Japan
- KE	Kenija
- KG	Kirgistan
- KH	Kambodža
- KI	Kiribati
- KM	Komori
- KN	Sveti Kristofor i Nevis
- KP	Sjeverna Korea
- KR	Južna Koreja
- KW	Kuvajt
- KY	Kajmanski otoci
- KZ	Kazahstan
- LA	Laos
- LB	Libanon
- LC	Sveta Lucija
- LI	Lihtenštajn
- LK	Šri Lanka
- LR	Liberija
- LS	Lesoto
- LT	Litva
- LU	Luksemburg
- LV	Latvija
- LY	Libija
- MA	Maroko
- MC	Monako
- MD	Moldova
- ME	Crna Gora
- MF	Sveti Martin (francuski dio)
- MG	Madagaskar
- MH	Maršalovi otoci
- MK	Makedonija
- ML	Mali
- MM	Mijanmar (Burma)
- MN	Mongolija
- MO	Makao
- MP	Sjeverni Marijanski Otoci
- MQ	Martinique
- MR	Mauritanija
- MS	Montserrat
- MT	Malta
- MU	Mauricijus
- MV	Maldivi
- MW	Malavi
- MX	Meksiko
- MY	Malezija
- MZ	Mozambik
- NA	Namibija
- NC	Nova Kaledonija
- NE	Niger
- NF	Norfolk Otok
- NG	Nigerija
- NI	Nikaragva
- NL	Nizozemska
- NO	Norveška
- NP	Nepal
- NR	Nauru
- NU	Niue
- NZ	Novi Zeland
- OM	Oman
- PA	Panama
- PE	Peru
- PF	Francuska Polinezija
- PG	Papua Nova Gvineja
- PH	Filipini
- PK	Pakistan
- PL	Poljska
- PM	Sveti Petar i Mikelon
- PN	Pitcairn Otoci
- PR	Portoriko
- PS	Država Palestina
- PT	Portugal
- PW	Palau
- PY	Paragvaj
- QA	Katar
- RE	Réunion
- RO	Rumunjska
- RS	Srbija
- RU	Rusija
- RW	Ruanda
- SA	Saudijska Arabija
- SB	Solomonski Otoci
- SC	Sejšeli
- SD	Sudan
- SE	Švedska
- SG	Singapur
- SH	Sveta Helena
- SI	Slovenija
- SJ	Svalbard i Jan Mayen
- SK	Slovačka
- SL	Sijera Leone
- SM	San Marino
- SN	Senegal
- SO	Somalija
- SR	Surinam
- SS	Južni Sudan
- ST	Sveti Toma i Prinsipe
- SV	Salvador
- SX	Sint Maarten (nizozemski dio)
- SY	Sirija
- SZ	Esvatini
- TC	Turks i Kaikos Otoci
- TD	Čad
- TF	Francuski južni teritoriji
- TG	Togo
- TH	Tajland
- TJ	Tadžikistan
- TK	Tokelau
- TL	Istočni Timor
- TM	Turkmenistan
- TN	Tunis
- TO	Tonga
- TR	Turska
- TT	Trinidad i Tobago
- TV	Tuvalu
- TW	Tajvan
- TZ	Tanzanija
- UA	Ukrajina
- UG	Uganda
- UM	Ujedinjene države manjih pacifičkih otoka SAD
- US	Sjedinjene Američke Države (SAD)
- UY	Urugvaj
- UZ	Uzbekistan
- VA	Vatikan
- VC	Sveti Vincent i Grenadini
- VE	Venezuela
- VG	Britanski Djevičanski otoci
- VI	Američki Djevičanski otoci
- VN	Vijetnam
- VU	Vanuatu
- WF	Wallis i Futuna
- WS	Zapadna Samoa
- YE	Jemen
- YT	Mayotte
- ZA	Južna Afrika
- ZM	Zambija
- ZW	Zimbabve